# Careproctus pallidus
Careproctus pallidus és una espècie de peix pertanyent a la família dels lipàrids.

## Hàbitat
És un peix marí, de clima subtropical i demersal que viu entre 6 i 28 m de fondària.

## Distribució geogràfica
Es troba al Pacífic sud-oriental: Xile.

## Observacions
És inofensiu per als humans.